# Chirurgie

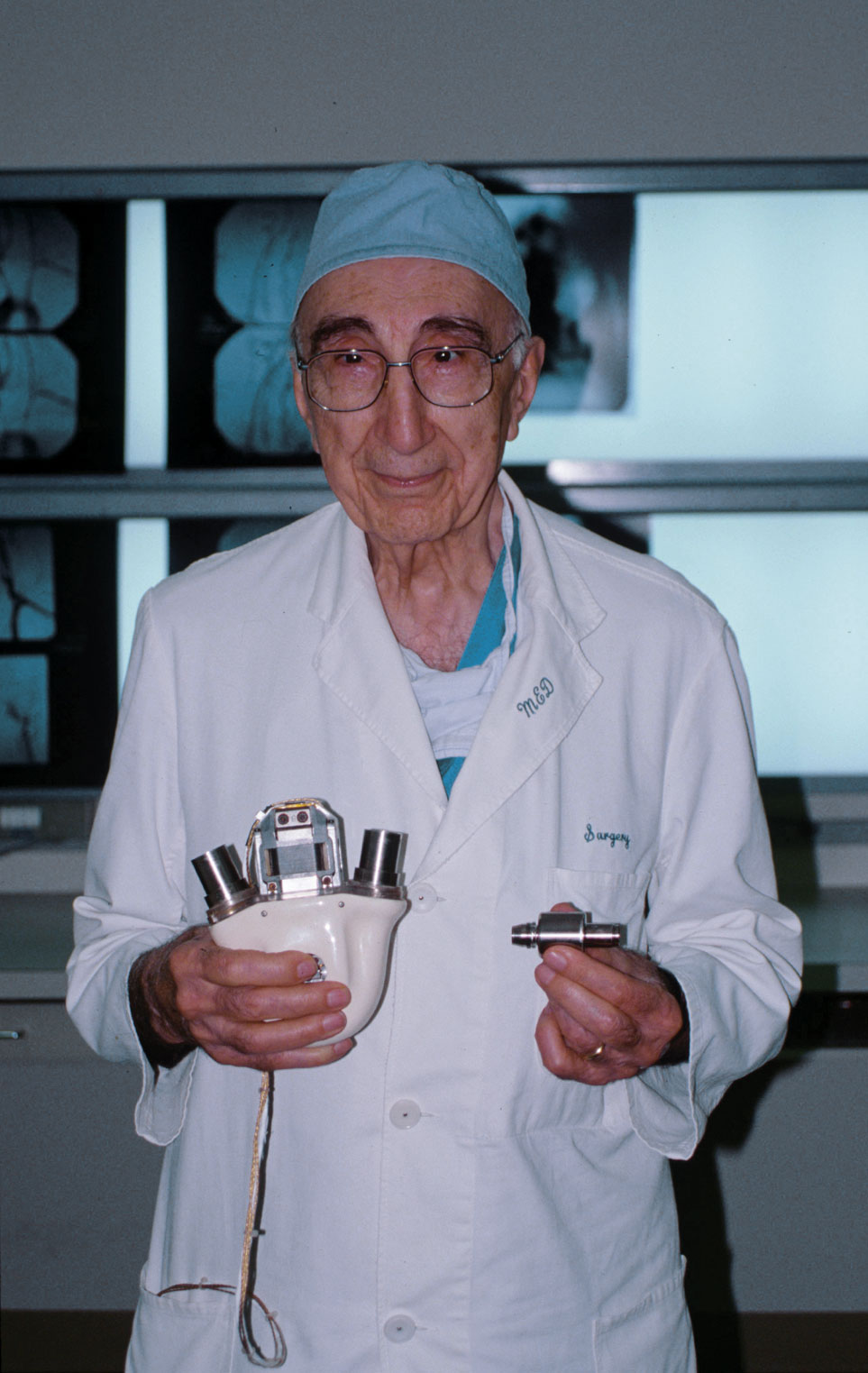
Chirurg a průkopník kardiochirurgie Michael E. DeBakey

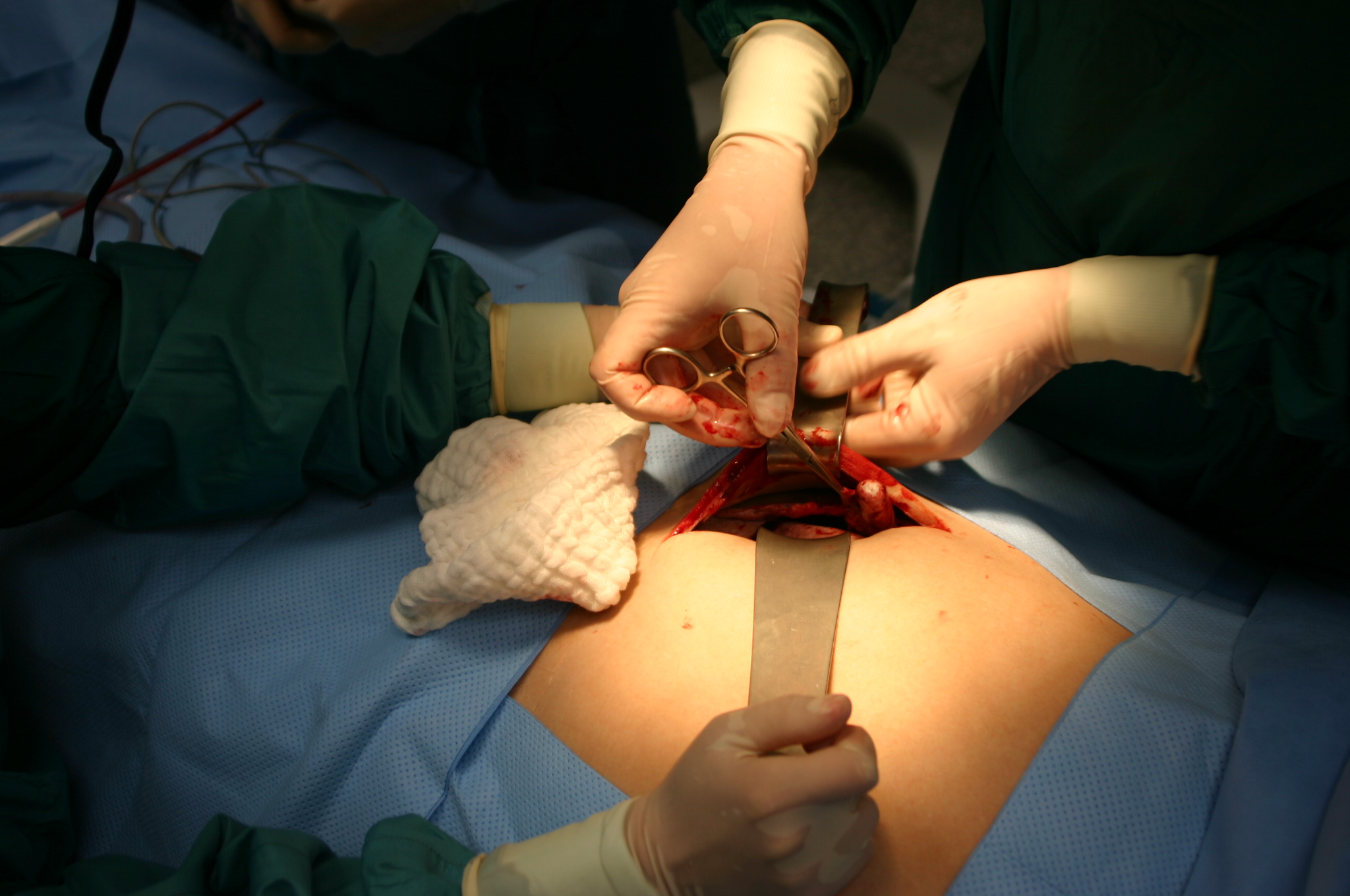

Chirurgie je pojem pocházející ze starořeckého termínu cheirourgia, vzniklého kombinací slov cheir (ruka) a ergein (pracovat) (doslova tedy „ruční práce“). Je to lékařský obor, který léčí nemoci a úrazy operativně manuálním a instrumentálním ošetřením. Profesionálové chirurgie se nazývají chirurgové.
Chirurgie také označuje místo, kde se konají chirurgické úkony, nebo jednoduše pracovna lékaře – chirurga, zubního lékaře, nebo veterináře, zpravidla se takto označuje chirurgické pracoviště jako celek.

## Historie chirurgie
Nejstarším prováděným chirurgickým výkonem je patrně trepanace. Nejstarší známý nález trepanované lebky z oblasti Kyjeva na Ukrajině je datován do období 7300–6220 př. n. l. V pravém slova smyslu se však chirurgie rozvinula poprvé patrně ve starém Egyptě. Nález dolní čelisti se dvěma otvory pod kořeny první stoličky, datované přibližně do roku 2750 př. n. l., ukazuje na cílenou drenáž abscedovaného zubu. Tzv. papyrus Edwina Smithe, datovaný kolem roku 1600 př. n. l., je nejstarším známým chirurgickým textem. Obsahuje také informace datovatelné zpět až do r. 3000 př. n. l. Jde o staroegyptskou učebnici chirurgie popisující do detailu diagnostiku, léčbu a prognózu u řady onemocnění.
Sušruta (kolem 400 př. n. l.), anglicky přepisován jako Sushruta, představuje významnou postavu v dějinách chirurgie. Žil, vyučoval a praktikoval chirurgii na březích Gangy v místech dnešního Váránasí v severozápadní Indii. Prfo své četné a zásadní příspěvky k chirurgické vědě bývá také označován za otce chirurgie. Poznatky o tomto chirurgovi jsou založeny především na jeho pracích, obsažených ve svazcích zvaných souhrnně Sušruta.
I když jsou chirurgové nyní považováni za lékaře – specialisty, profese chirurga a lékaře má různé historické kořeny. Klíč k tomuto dočasnému oddělení chirurgie od ostatní medicíny je třeba hledat již ve starověku v starořecké a římské medicíně. Např. Hippokratova přísaha varuje lékaře před praktikováním chirurgie (zvlášť chirurgie na odlehčení od ledvinových kamenů), což měli dělat specializovaní řemeslníci. V období středověku byla praktická (tj. manuální, instrumentální) medicína provozována především lazebníky
(lázeňskými, holiči) a ranhojiči, tedy profesemi řemeslnými, a to i v době, kdy lékaři již získávali univerzitní vzdělání. Tito lékaři však byli zaměřeni pouze na snahu o diagnostikování chorob podle tehdejšího stupně poznání a předpis příslušných léků, praktickou chirurgii považovali tehdejší lékaři za práci podřadnou.
Prvními opravdovými chirurgy se stávali ranhojiči z četných válek, které se odehrávaly v tehdejší Evropě. Mezi nimi vyčnívá jméno Ambroise Parého (1510–1590), muže který se stal jakýmsi znovuobnovitelem slávy chirurgie z dob starověku. Tento ranhojič, který se stal posléze královským ranhojičem francouzských králů Karla IX. a Jindřicha III., si získal proslulost především znovuobjevením staroegyptské metody podvazování krvácejících cév u amputovaných končetin, kterou nahradil nesmírně bolestivé vypalování rány žhavým olejem či plamenem, způsobujícího často větší bolest a šok u poraněných, než vlastní zranění. Paré rozpracoval také léčbu řady dalších poranění, o svých zkušenostech napsal několik svazků, které ve své době vzbudily pohoršení mezi lékaři, dotčených odvahou tohoto ranhojiče prezentovat své zkušenosti vědeckou metodou i v oblastech, kterou tehdejší lékaři považovali za své výsostné území.

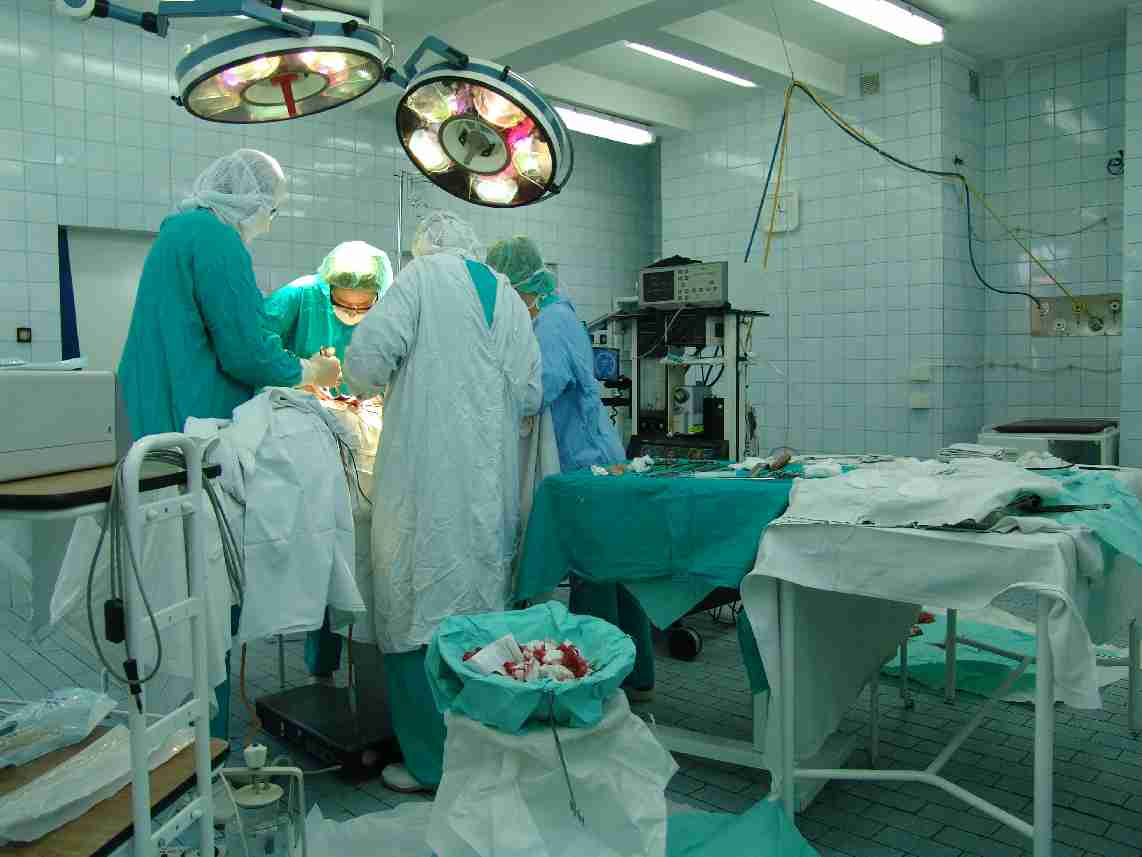
Operační sál

Určitý rozvoj válečné chirurgie znamenaly bezesporu napoleonské války, jakkoliv i v této době platilo, že hlavní metodou válečné chirurgie zůstávala amputace postižené končetiny. Určitým dokladem této fáze vývoje chirurgie z období před zavedením anestezie a aseptické chirurgie je tzv. Muzeum Starého operačního sálu v Londýně v Southwarku v podkroví kostela svatého Tomáše, kde probíhaly operace od r. 1822.
Od poloviny 19. století dochází v chirurgii k zásadním změnám. Především je to zavedení anestezie do klinické praxe, k němuž docházelo postupně kolem roku 1846 s využitím prchavých chemických látek s tlumivým účinkem na centrální nervovou soustavu jako oxid dusný, éter a chloroform. To umožnilo provádění i rozsáhlejších operačních výkonů, trvajících delší dobu, které byly do té doby jen stěží proveditelné pro bolest nemocného při výkonu. Dalším pokrokem, který umožnil vznik chirurgie tak jak ji známe dnes, bylo zavedení opatření, zabraňujícím vzniku pooperační infekce, které dnes shrnujeme pod pojmy asepse a antisepse, spojené se jmény Ignác Fülöp Semmelweis, resp. Louis Pasteur a Joseph Lister.
Posledním zásadním objevem, na němž dnešní chirurgie stojí, byl objev antibiotika penicilinu Alexandrem Flemingem v roce 1928. Zavedení antibiotik do klinické praxe umožnilo konečně do značné míry zamezit či léčit obávané infekční komplikace operačních výkonů s relativně minimálními vedlejšími účinky.

## Vývoj moderní chirurgie

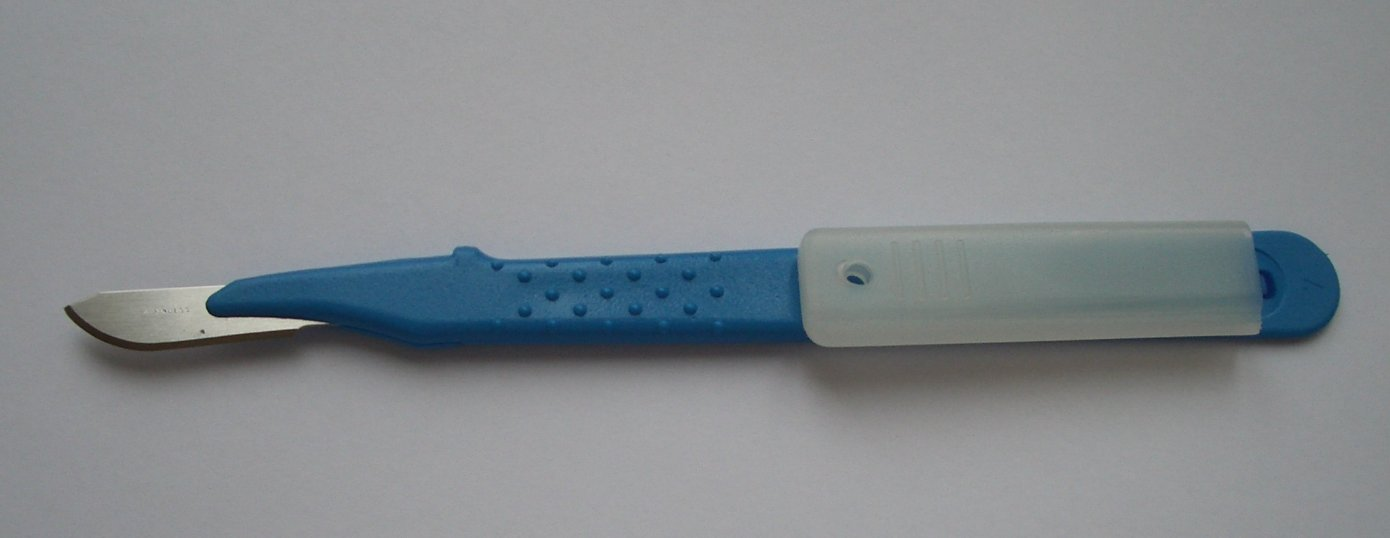
Skalpel

Hieronymus Fabricius, Operationes chirurgicae, 1685

Ve Velké Británii a některých jiných místech, chirurgové – muži jsou odlišeni od lékařů oslovením Mister (pan). Tato tradice má svůj původ v 18. století, kdy chirurgové byli i holiči a neměli akademický titul (nebo skutečnou formální kvalifikaci), na rozdíl od lékařů, kteří měli univerzitní titul doktora. Začátkem 19. století chirurgové získali vysoké postavení, a v roce 1800 Královská akademie chirurgů (Royal College of Surgeons – RCS) v Londýně začala nabízet chirurgům formální status přes členství v akademii. Titul Mister se stal znakem hodnosti a dnes jen chirurgové, kteří mají členství v jedné z královských akademií chirurgie, mohou se nechat titulovat Mister, Miss, Mrs nebo Ms.
Na rozdíl od Británie lékaři a chirurgové v Americe jsou vždy titulováni „Doctor.“

### Infekce a antisepse
Zavedení anestetik zvýšilo počet chirurgických operací, avšak současně způsobilo víc pooperativních infekcí. Koncept infekce byl v té době neznámý. Do průlomové práce britského chirurga Josepha Listera v 60. letech 19. století si většina mediků myslela, že infekce způsobuje "špatný vzduch" (bad air) a možnost mytí rukou nebo ran pacienta nebyla dostupná.
Lister znal práci francouzského chemika Louise Pasteura, který dokázal, že kvašení probíhá i bez přístupu kyslíku, pokud jsou přítomné mikroorganismy. Navrhl tři metody na eliminaci patogenů způsobujících gangrénu:
- filtraci
- vystavení vysoké teplotě (provaření)
- použití (antiseptických) chemických roztoků.[2]